# Unsichtbares Netzwerk
Unter unsichtbaren Netzwerken wird die Gesamtheit der tatsächlich stattfindenden Beziehungen bzw. Interaktionen zwischen Organisationsmitgliedern verstanden. Diese Gesamtheit besteht aus den Teilen (Organisationsmitgliedern) sowie ihren Verbindungen (Interaktionen).
Diese Netzwerke werden auch als „unsichtbar“ bezeichnet, da Manager zwar einzelne Aspekte sozialer Netzwerke wahrnehmen können, beispielsweise indem sie über ihre eigenen Beziehungen reflektieren und die Interaktion ihrer Kollegen beobachten. Hierdurch gewinnen sie jedoch nur Einblick in einen Teilaspekt des Gesamtnetzwerkes. Zudem erweisen sich ihre subjektiven Einschätzungen oftmals als inakkurat.

## Abgrenzung
Zwar verfügt auch die formale Prozessbeschreibung über sichtbare, formal vorgeschriebene Kommunikationsbeziehungen. Bei diesen handelt es sich jedoch lediglich um abstrakte Regelungen. Inwieweit die durch sie vorgeschriebene Kommunikation auch tatsächlich stattfindet, ist nicht vollständig sichtbar. In ihrer Gesamtheit bleiben unsichtbare Netzwerke insofern solange nicht sichtbar, bis sie durch eine systematische Analyse transparent gemacht werden.

## Typen
Folgende Typen unsichtbarer Netzwerke lassen sich unterscheiden:
- Kommunikationsnetzwerke beziehen sich auf den Informations- oder Wissensaustausch zwischen Organisationsmitgliedern (beispielsweise arbeitsbezogenes Kommunikationsnetzwerk, allgemeines Kommunikationsnetzwerk, Wissenstransfernetzwerk). Hierbei kann es sich sowohl um formal vorgesehene Kommunikation handeln, welche dann tatsächlich stattfindet (beispielsweise Berichte). Es kann aber auch um Informationskontakte gehen, welche die formalen Prozessbeschreibungen ergänzen oder diesen sogar widersprechen.
- Evaluations- und Gefühlsnetzwerke umfassen Freundschaften, Vertrauensbeziehungen, aber auch Antipathie zwischen Akteuren (beispielsweise Freundschaftsnetzwerk, Vertrauensnetzwerk).
- Transaktionsnetzwerke beschreiben den Transfer von Ressourcen (beispielsweise Arbeitsflussnetzwerk).